# Vehicle elèctric híbrid

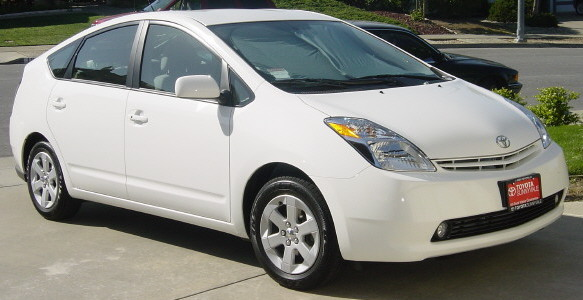
El Toyota Prius és un vehicle híbrid de gasolina i electricitat i el model híbrid més venut al món fins al 2010.

Un vehicle híbrid elèctric és un vehicle elèctric de propulsió alternativa que combina l'ús d'un motor mogut per energia elèctrica provinent de bateries i un motor de combustió interna. Els models més recents i usats es basen en patents de l'enginyer Víctor Wouk, anomenat el "Pare del cotxe híbrid".
A nivell mundial el 2009 ja circulaven més de 2,5 milions de vehicles híbrids elèctrics lleugers, liderats pels Estats Units —amb 1,6 milions—, seguit pel Japó (més de 640.000) i Europa (més de 235 mil). A nivell mundial, els models híbrids fabricats per Toyota Motor Corporation van sobrepassar la marca històrica de 2 milions de vehicles venuts a l'agost de 2009, que és seguida per Honda Motor Co. Ltd amb més de 300 mil híbrids venuts fins al gener de 2009, i Ford Motor Company, amb més de 122.000 híbrids venuts fins a finals de 2009.

## Prestacions

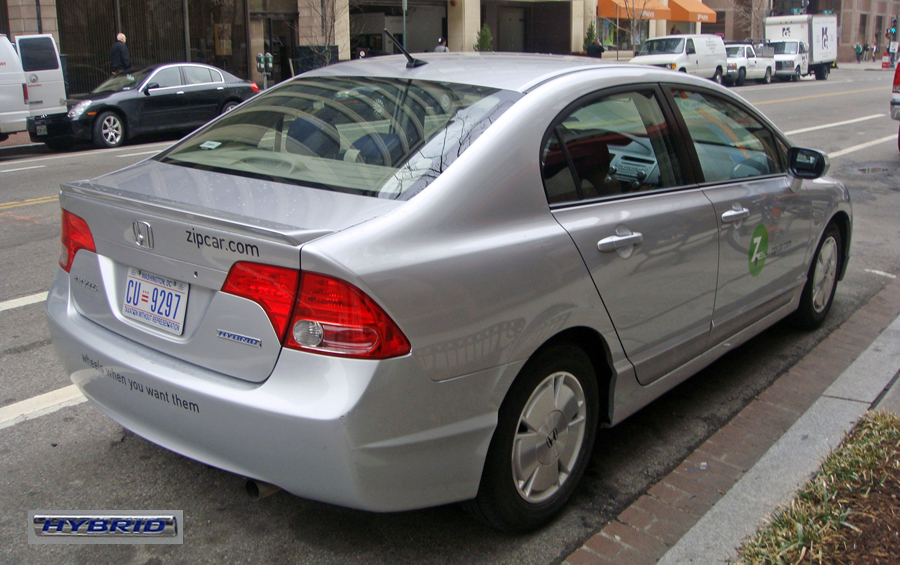
Honda Civic Hybrid.

Un dels grans avantatges dels híbrids és que permeten aprofitar un 30% de l'energia que generen, mentre que un vehicle convencional de gasolina tan sols n'utilitza un 19%. Aquesta millora de l'eficiència s'aconsegueix mitjançant les bateries, que emmagatzemen energia que en els sistemes convencionals de propulsió es perd, com l'energia cinètica, que s'escapa en forma de calor en frenar. Molts sistemes híbrids permeten recollir i reutilitzar aquesta energia convertint-la en energia elèctrica gràcies als anomenats frens regeneratius. El motor híbrid juntament amb el dièsel o gasolina són una important opció a tenir en compte a l'hora de comprar un cotxe. L'eficiència consisteix en el fet que duren més, són més nets.
La combinació d'un motor de combustió operant sempre a la seva màxima eficiència, i la recuperació d'energia de la frenada (útil especialment en els trams curts), fa que aquests vehicles assoleixin un millor rendiment que els vehicles convencionals o de determinada època, especialment en carreteres molt transitades, on es concentra la major part del trànsit, de manera que es redueixen significativament tant el consum de combustible com les emissions contaminants. Tots els vehicles elèctrics utilitzen bateries carregades per una font externa, la qual cosa els ocasiona problemes d'autonomia de funcionament sense recarregar-les.
- Toxicitat de les bateries que requereixen els motors elèctrics.
- Utilització important de matèries escasses (neodimi i lantani en el cas del Prius).[6]
- Més pes que un cotxe convencional (s'ha de sumar el motor elèctric i, sobretot, les bateries), i per això un increment en l'energia necessària per desplaçar-lo.
- Més complexitat, el que en dificulta les revisions i reparacions.
- De moment, també el preu.
- Més eficiència en el consum de combustible
- Reducció de les emissions contaminants
- Menys soroll que un motor tèrmic.
- Més parell i més elasticitat que un motor convencional.
- Resposta més immediata.
- Recuperació d'energia en desacceleracions (en cas d'utilitzar frens regeneratius).
- Més autonomia que un elèctric simple.
- Major suavitat i facilitat d'ús.
- Recàrrega més ràpida que un elèctric (el que es trigui a omplir el dipòsit).
- Millor funcionament en recorreguts curts i urbans.
- En recorreguts curts, pot funcionar sense usar el motor tèrmic, evitant que treballi en fred i disminuint el desgast.
- El motor tèrmic té una potència més ajustada a l'ús habitual. No es necessita un motor més potent del necessari per si cal aquesta potència en alguns moments, perquè el motor elèctric supleix la potència extra requerida. Això ajuda a més a que el motor no pateixi alguns problemes de infrautilització com el picat de bieles.
- Instal·lació elèctrica més potent i versàtil. És molt difícil que es quedi sense bateria per deixar-se alguna cosa encesa. La potència elèctrica extra també serveix per usar alguns equipaments, com l'aire condicionat, amb el motor tèrmic aturat.
- Descompte en l'assegurança, per la seva major nivell d'eficiència i menor grau de sinistralitat.[7]
- En nombrosos països europeus, i en d'altres com Mèxic, adquirir un auto híbrid comporta beneficis fiscals, com la deduïbilitat en l'impost sobre la renda i taxa 0% en l'Impost de la tinença o ús de vehicles.

## Constitució bàsica

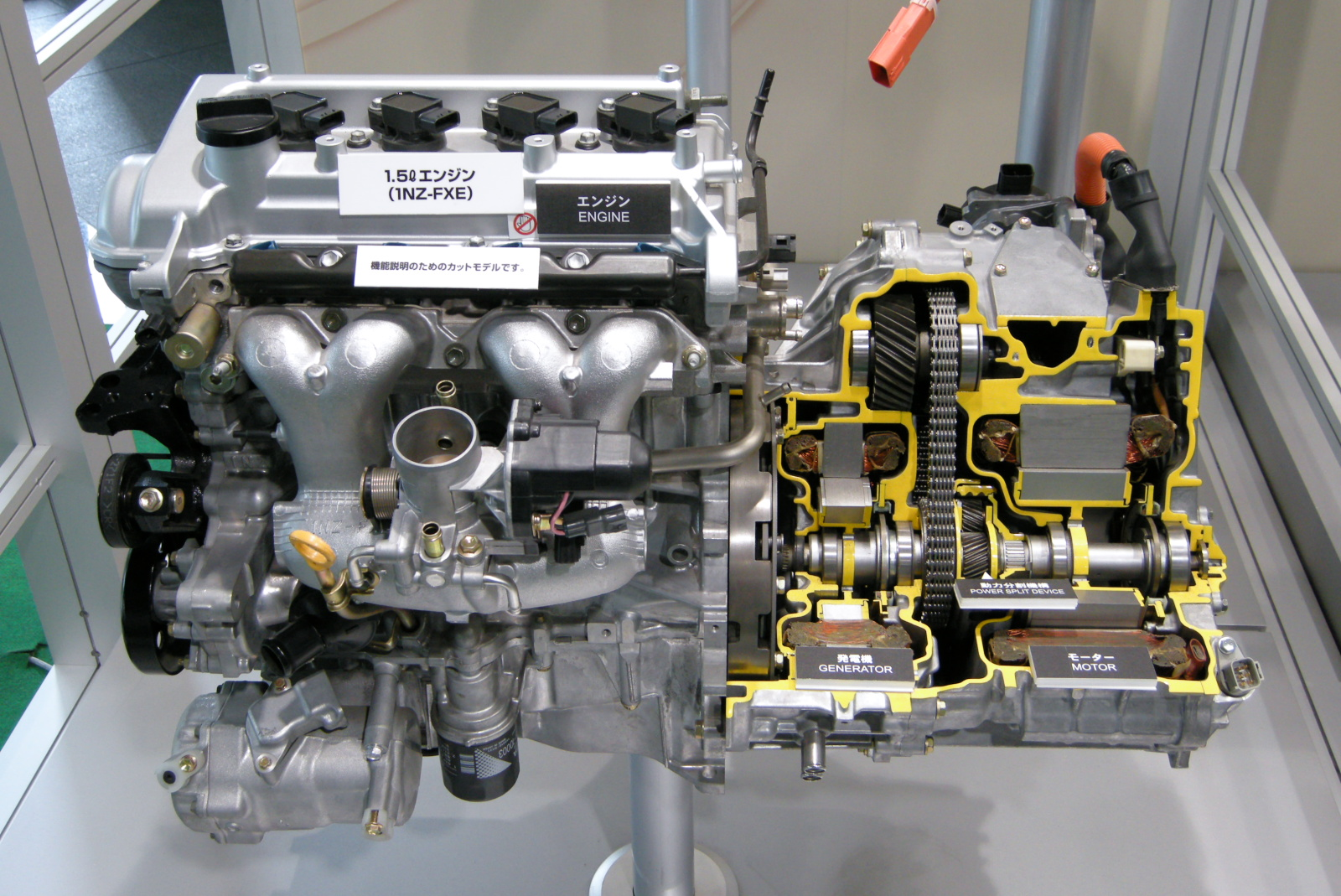
Motor híbrid 1NZ de Toyota: a l'esquerra el motor tèrmic, a la dreta de la cadena el motor elèctric de propulsió, a l'esquerra de la mateixa el generador

- Un motor tèrmic MT, en un extrem del grup motopropulsor
- Un motor elèctric MG1 situat a continuació de MT
- Un motor elèctric MG2 en l'extrem oposat a MT
- Un mecanisme de tracció basat en un tren epicicloïdal i una cadena d'arrossegament situat entre MG1 i MG2

## Funcionament
- MG1 carrega la bateria d'alt voltatge i posa en marxa al motor tèrmic MT
- MG2 és el que arrossega el vehicle en totes les circumstàncies, bé sol o bé cooperant amb MT, i fa la funció de generador durant la frenada. La seva alimentació és altern trifàsic. Transmet el seu parell a la corona del tren epicicloïdal, la qual és solidària amb el pinyó d'arrossegament de la cadena.

## Tipus de trens de propulsió

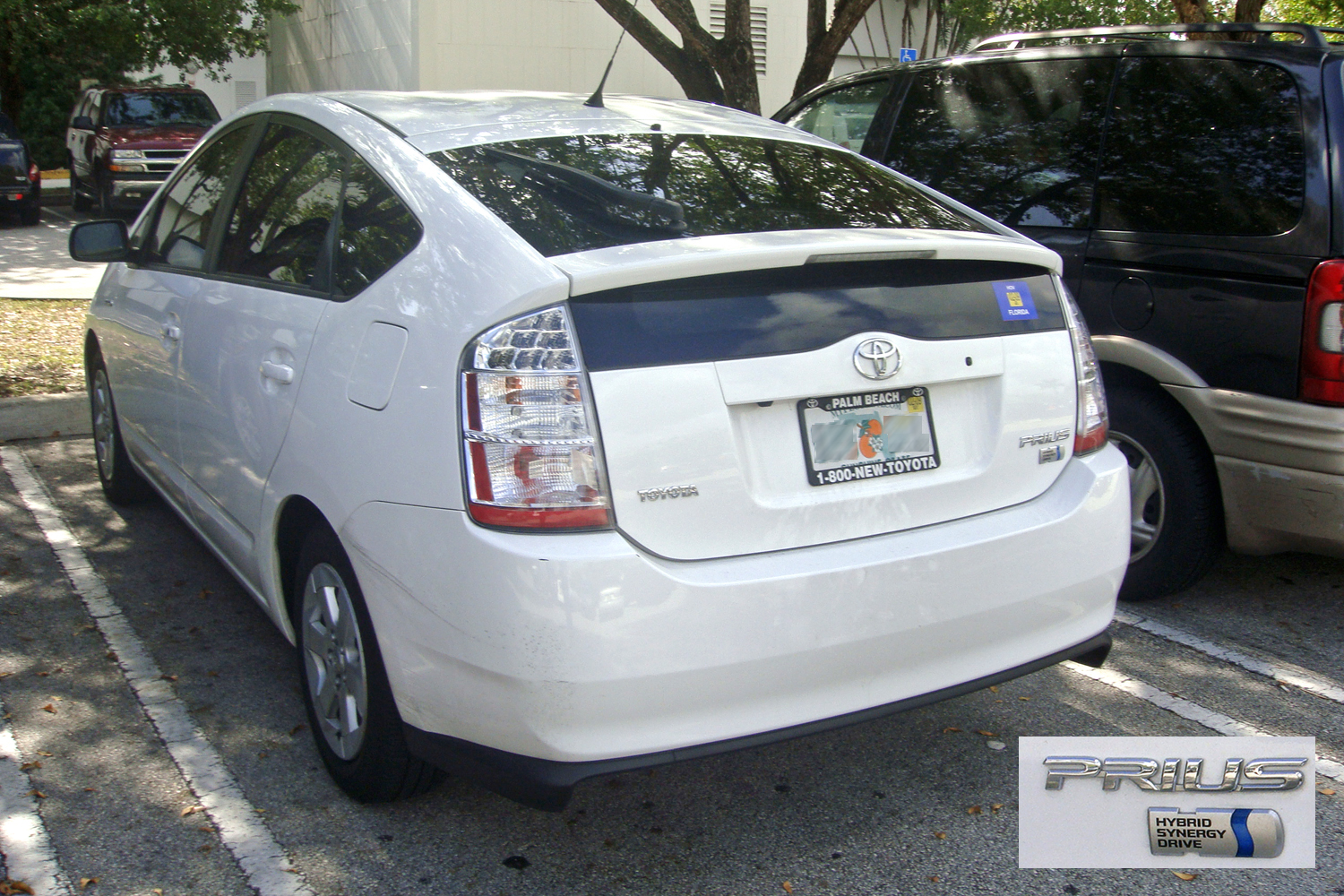
El Toyota Prius és un vehicle híbrid paral·lel, que té tant una versió estàndard no endollable, com una d'endollable.

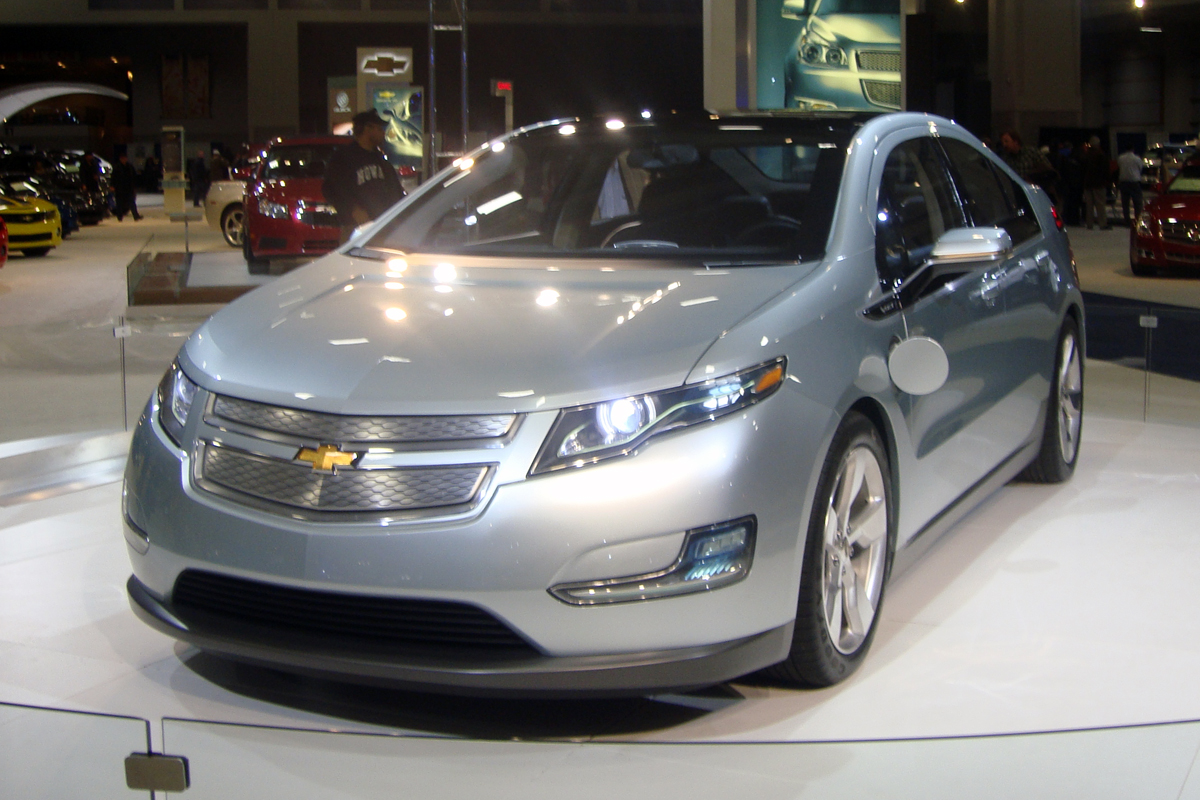
El Chevrolet Volt és un vehicle híbrid endollable de sistema en sèrie.

Existeixen nombrosos sistemes híbrids, entre els quals en destaquen tres: el sistema paral·lel, el sistema combinat i el sistema de seqüència o en sèrie.
- En el sistema paral·lel, el motor tèrmic és la principal font d'energia i el motor elèctric actua aportant més potència al sistema. El motor elèctric ofereix la seva potència a la sortida i en l'acceleració, quan el motor tèrmic consumeix més. Aquest sistema destaca per la seva simplicitat, el que obre la porta a la possibilitat d'implementar en models de vehicles ja existents, sense necessitat de dissenys específics, i facilita l'equiparació del seu cost al d'un vehicle convencional. Aquest és el sistema que utilitza l'Honda Insight.
- En el sistema combinat, més complex, el motor elèctric funciona en solitari a baixa velocitat, mentre que a alta velocitat, el motor tèrmic i l'elèctric treballen alhora. El motor tèrmic combina les funcions de propulsió del vehicle i d'alimentació del generador, que proveeix d'energia al motor elèctric, la qual cosa sol augmentar l'eficiència del sistema, ja que permet aprofitar l'energia generada pel motor tèrmic, que en certes circumstàncies pot ser en excés, i en lloc de malgastar, utilitzar-la per recarregar les bateries del sistema elèctric. El Toyota Prius utilitza aquest sistema.
- En el sistema en sèrie, el vehicle s'impulsa només amb el motor elèctric, que obté l'energia d'un generador alimentat pel motor tèrmic. L'Opel Ampera que s'espera que arribi a la producció en sèrie el 2011, basat en el Chevrolet Volt, és un híbrid en sèrie.

Així mateix es poden classificar en:
- Normals, que utilitzen el motor elèctric com a suport, però que no es poden recarregar connectant a la xarxa elèctrica.
- Endollables, (també coneguts per les sigles en anglès PHEVs), que empren principalment el motor elèctric i que es poden recarregar endollant-los a la xarxa elèctrica. Un generador de combustió interna recarrega les bateries quan l'ordinador de bord detecta que aquestes s'han esgotat. Ni tan sols cal que aquest generador mogui les rodes, l'altíssim parell dels motors elèctrics movent les rodes evita fins i tot l'ús d'una transmissió i un embragatge.

Cada un d'aquests sistemes té els seus pros i contres, però tots ells tenen un important component positiu, ja que indiquen un esforç seriós en recerca i desenvolupament de sistemes de propulsió més eficients i nets per part d'algunes marques del sector de l'automoció.

## Cadena energètica d'un vehicle híbrid

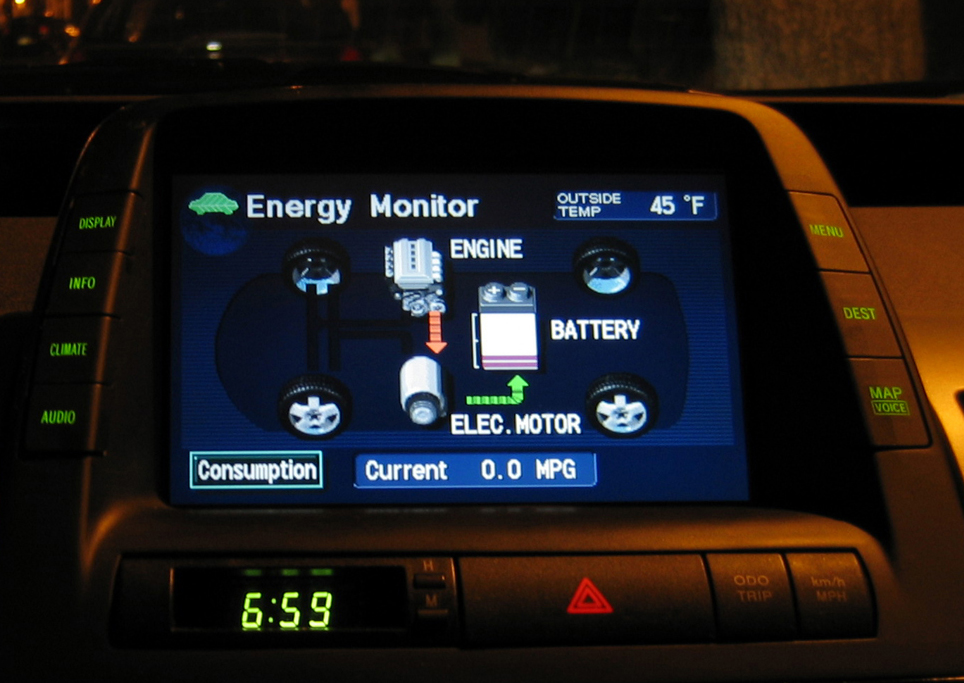
Panell d'informació del vehicle híbrid Toyota Prius.

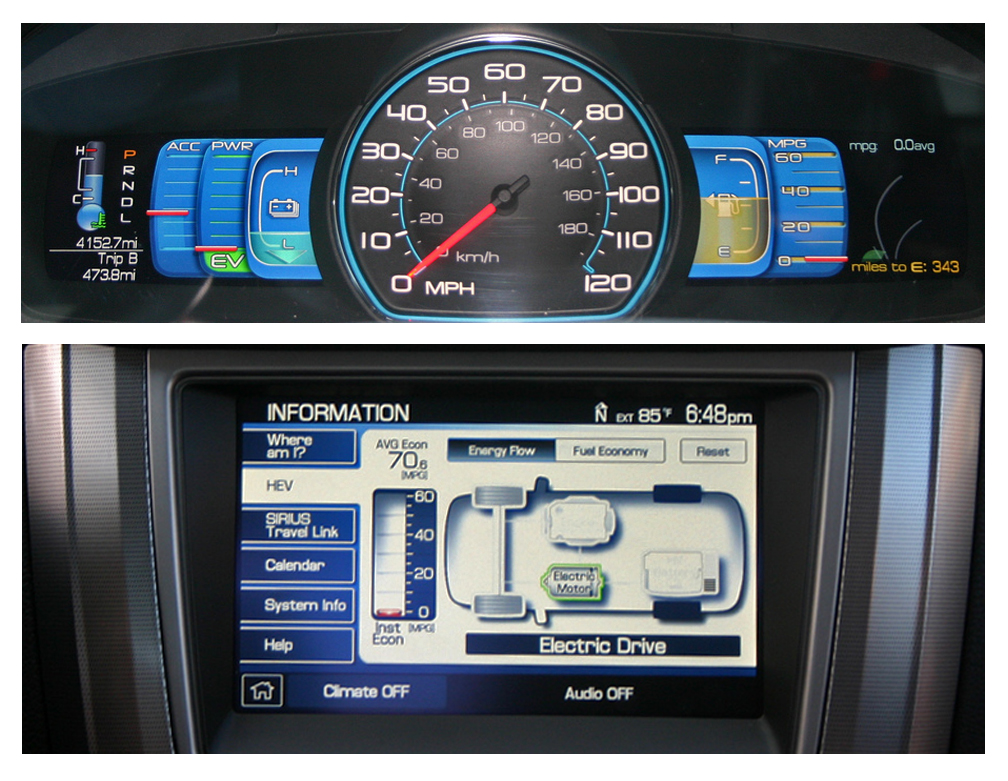
El panell digital del Ford Fusion Hybrid manté registres de les millores assolides en l'estil "eco-driving" (a dalt) i del tipus de propulsió que està utilitzant el vehicle (baix).

### Cadena cinemàtica
Un vehicle necessita realitzar treball per desplaçar-se; per a això ha d'adquirir energia d'alguna font i transformar-la, amb algun tipus de motor (tèrmic convencional, elèctric, etc.), En energia cinètica perquè les rodes girin i es produeixi el desplaçament.
Un vehicle clàssic pren energia que es troba emmagatzemada en un combustible fòssil (pe gasolina) i que és alliberada mitjançant la combustió a l'interior d'un motor tèrmic convencional. El parell de sortida d'aquest motor tèrmic es transmet a les rodes.
El motor elèctric, combinat amb el motor de gasolina, és una alternativa a l'ús de vehicles únicament propulsats per energia fòssil procedent de fonts no renovables. Tradicionalment, els motors que han propulsat als automòbils han estat sobredimensionats pel que fa a l'estrictament necessari per a un ús habitual.

### Potència
Els automòbils normalment tenen motors de combustió interna que ronden entre els 60 i 180 CV de potència màxima. Aquesta potència cal en situacions particulars, com ara acceleracions a fons, pujada de grans pendents amb gran càrrega del vehicle i a gran velocitat. El fet que la majoria del temps aquesta potència no sigui requerida suposa un malbaratament d'energia, ja que sobredimensionar el motor per posteriorment emprar-ho a un percentatge molt petit de la seva capacitat situa el punt de funcionament en un lloc on el rendiment és bastant dolent. Un vehicle mitjà convencional, si s'empra majoritàriament en ciutat o en recorreguts llargs i estacionaris a velocitat moderada, ni tan sols necessitarà desenvolupar 20 cavalls.
El fet de desenvolupar una potència molt inferior a la que el motor pot donar suposa un malbaratament per dos motius: d'una banda s'incorre en despeses de fabricació del motor superiors al que requeriria realment, i de l'altra, el rendiment d'un motor que pugui donar 100 cavalls quan en dona només 20 és molt inferior al d'un altre motor de menor potència màxima funcionant a plena potència i donant aquests mateixos 20 cavalls. Aquest segon factor és el principal responsable que el consum urbà d'un mateix vehicle equipat amb un motor de gran potència consumeixi, en recorreguts urbans, moltíssim més que un del mateix pes equipat amb un motor més petit. En conclusió, el motor ha de ser l'idoni per a l'ús a què es destina.

### Eficiència

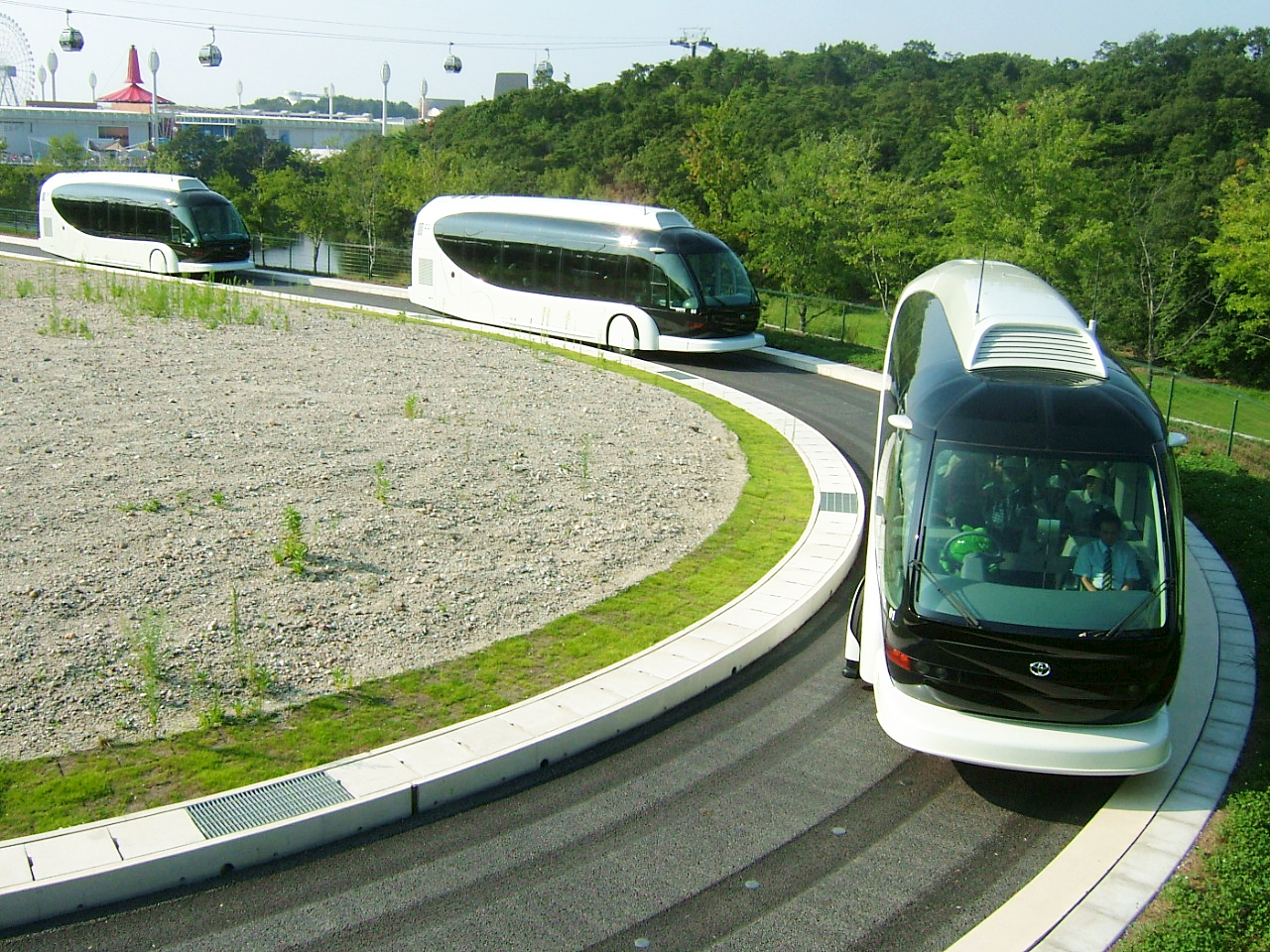
Vehicles híbrids en Expo 2005.

Atès que el major consum dels vehicles es dona en ciutat, els motors híbrids constitueixen un estalvi energètic notable, així com elevar la qualitat de vida, mentre que un motor tèrmic necessita incrementar les seves revolucions per augmentar el seu parell, el motor elèctric en canvi té un parell (força del motor) constant, és a dir produeix la mateixa acceleració en començar la marxa que amb el vehicle en moviment.
Un altre factor que redueix l'eficàcia del rendiment en recorreguts molt transitats és la forma d'aturar el vehicle. Aquesta detenció es realitza mitjançant un procés tan ineficient com és dissipar i desaprofitar l'energia en forma de moviment, energia cinètica, que porta el vehicle per transformar-la en calor alliberat inútilment a l'ambient juntament amb tòxics nefastos.
L'eficàcia i eficiència de l'híbrid es nota en esforços tan puntuals com a inevitables, com ara avançaments i acceleracions en pendent: l'energia és més neta i el motor més fàcil d'arreglar i, com s'ha provat, més durador.
Heus aquí on el sistema híbrid pren el seu major interès. D'una banda combina un petit motor tèrmic, suficient per a l'ús en la immensa majoria de les ocasions, de bon rendiment i, per tant, baix consum i emissions contaminants, amb un sistema elèctric capaç de realitzar dues funcions vitals.
D'una banda desenvolupa el suplement extra de potència necessari en explicades, però inevitables, situacions com les anteriorment citades. De l'altra, no suposa en absolut cap consum extra de combustible. Al contrari, suposa un estalvi, ja que l'energia elèctrica és obtinguda a base de carregar les bateries en frenades o retencions del vehicle en descendir pendents, moments en què l'energia cinètica del vehicle es destruiria (transformaria en calor irrecuperable per ser més exactes) amb frens tradicionals. A més, no només aporta potència extra en moments de gran demanda d'aquesta, sinó que possibilita emprar solament la propulsió elèctrica en arrencades després de detencions prolongades (semàfors per exemple) o aparcaments i mantenir el motor tèrmic aturat en aquestes situacions en les quals no és emprat, o cal d'ell una potència mínima, sense comprometre la capacitat per reprendre la marxa instantàniament. Això és possible perquè té la capacitat d'arrencar en poques dècimes de segon el motor tèrmic en cas de necessitat.
A més de l'altíssima eficiència, la possibilitat d'emprar els motors elèctrics, exclusivament, durant un temps permet evitar la producció de fums en llocs tancats, com per exemple en garatges.
En conclusió, des del punt de vista de l'eficiència energètica, el vehicle híbrid representa una fita mai més abans aconseguida.
El principal problema a què s'enfronta la indústria de l'automòbil per fabricar vehicles eficients són les pròpies exigències del consumidor. A causa del baixíssim preu (amb relació a altres fonts d'energia) dels combustibles fòssils, gràcies a que el petroli és una font que la humanitat ha trobat fàcilment disponible, no contribueix a conscienciar la població per a un estalvi energètic.
No obstant això, no tot són avantatges actualment. Els costos actuals de producció de bateries, el pes de les mateixes i l'escassa capacitat d'emmagatzematge limiten encara la seva ocupació generalitzada.

### L'emmagatzematge en les bateries
L'energia elèctrica és un recurs que no s'esgota. El motor elèctric, per substituir el tèrmic, es considera actualment un gran avanç d'economia sostenible. La contaminació, que és molt baixa en comparació amb la capacitat d'acumulació d'energia en forma de combustible, si bé els càlculs publicats no tenen en compte l'escàs aprofitament energètic de l'energia de combustió del recurs esgotable, en comparació amb un motor elèctric. Tot i així suposa una barrera tecnològica important per a un motor elèctric.
Els motors elèctrics han demostrat capacitats de sobres per impulsar altres tipus de màquines, com els trens i els robots de fàbriques, ja que poden es connectar sense problemes a línies de corrent d'alta potència. No obstant això, les capacitats d'emmagatzematge energètic en un vehicle mòbil obliguen els dissenyadors a utilitzar una complicada cadena energètica multidisciplinària, i híbrida, per substituir a una senzilla i barata cadena energètica clàssica dipòsit-motor-rodes. L'electricitat, com a moneda de canvi energètica, facilita l'ús de tecnologies molt diverses, ja que el motor elèctric consumeix electricitat, independentment de la font emprada per generar-la.
Si bé el sobrepreu d'un vehicle híbrid és amortitzable durant la vida d'un automòbil, el consumidor rarament opta per realitzar una forta inversió inicial en un vehicle d'aquest tipus. En canvi, en un futur a mitjà termini, en el qual el preu del petroli es dispari per la seva escassetat i l'única forma de suplir aquesta mancança sigui augmentar l'eficiència i emprar biocombustibles (de major cost de producció que el petroli en l'actualitat) el vehicle híbrid segurament passarà de considerar-se un luxe només per ecologistes convençuts i rics, a l'única forma viable de transport per carretera. Gràcies a l'ús de tecnologia híbrida s'aconsegueixen reduccions de consum de fins al 80% en ciutat i 40% en carretera, en comparació entre vehicles híbrids i convencionals de similars prestacions. Les emissions contaminants tindran un comportament paral·lel.

## Elements
Elements que poden ser utilitzats en la configuració de la cadena energètica d'un vehicle híbrid, i han d'estar coordinats mitjançant un sistema electrònic-informàtic:
- Bateries d'alta capacitat per emmagatzemar energia elèctrica com per moure el vehicle.
- Pila de combustible, per aconseguir emmagatzemar energia elèctrica en forma de combustible i transformar-la en el moment de la seva utilització. D'aquesta forma s'aconsegueixen capacitats d'emmagatzematge energètic similars o superiors a les del dipòsit de combustible fòssil.
- Panells fotovoltaics com a ajuda a la recàrrega de les bateries.
- Bateria inercial que permet recuperar l'energia despresa en la frenada. Les bateries no es carreguen amb pics d'energia curts i molt alts, així que accelerar un volant d'inèrcia i després utilitzar aquesta energia cinètica per anar carregant lentament aquestes bateries es perfila com una bona opció.
- Supercondensadors per a poder realitzar la mateixa funció que els volants d'inèrcia usant només tecnologia elèctrica.
- Grups electrògens per, en cas de nivells molt baixos de bateria, consumir combustible fòssil per generar electricitat.

D'aquesta forma, utilitzant una barreja de tecnologies que recolzin al motor elèctric s'aconsegueix un vehicle que pugui competir en prestacions amb la versió clàssica.

## Tipus de vehicles
- Autobusos: fabricats per Castrosua, principalment el Tempus.[11][12]
- Cotxes: entre d'altres, Toyota Prius (el més utilitzat), Honda Insight, Honda Civic Hybrid, Ford Escape Hybrid, Toyota Camry Hybrid, Toyota Highlander Hybrid, Honda Accord Hybrid, Honda Insight, Mercury Milan/Ford Fusion Hybrid, Nissan Altima Hybrid, Lexus RX 400h, Lexus RX 450h, Lexus HS 250h, Saturn Vue Green Line, Saturn Aura Green Line Hybrid, Mercedes S400 BlueHYBRID, Chevrolet Silverado/GMC Serra Hybrid, Cadillac Escalade Hybrid, Chevrolet Malibu Hybrid, Chevrolet Tahoe Hybrid, i GMC Yukon Hybrid.

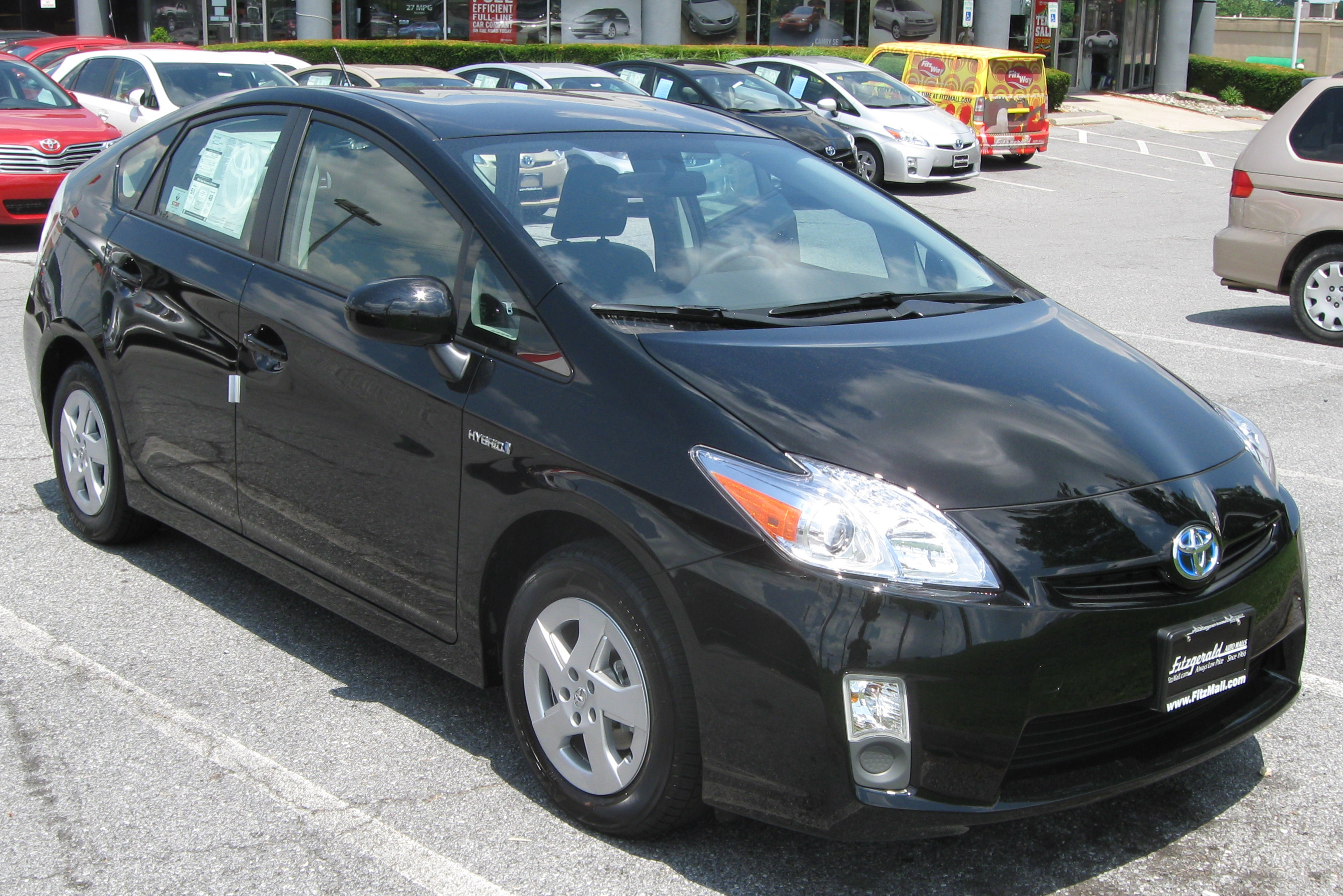
2010 Toyota Prius (tercera generació).
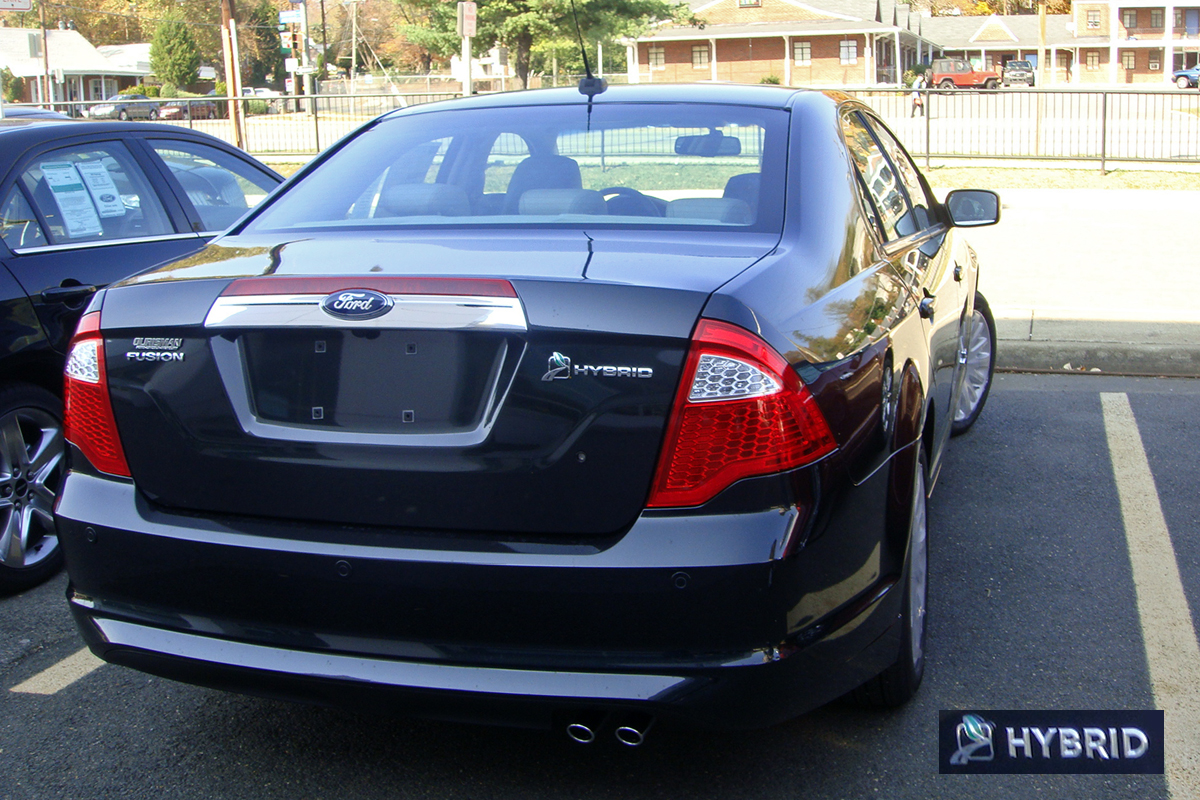
2010 Ford Fusion Hybrid.
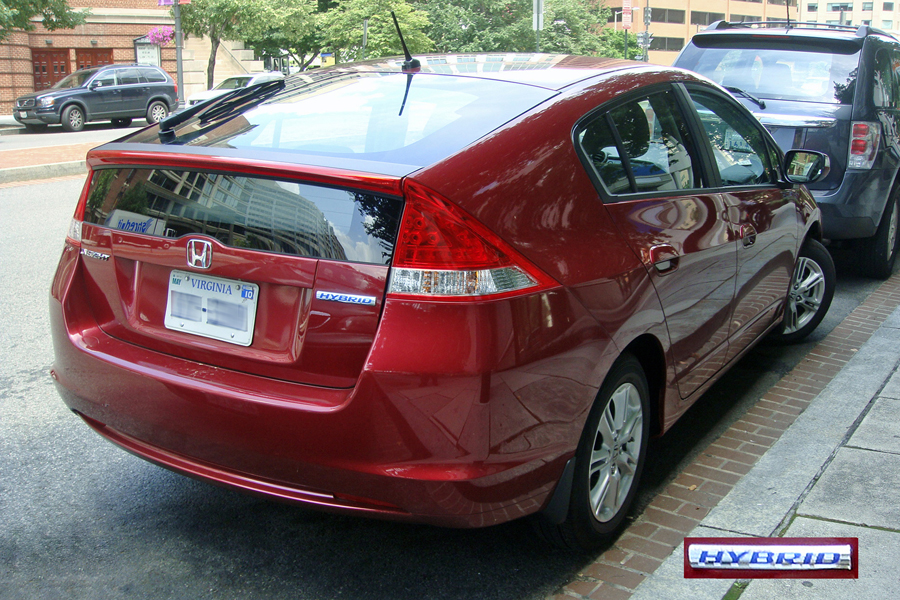
2010 Honda Insight (segona generació).
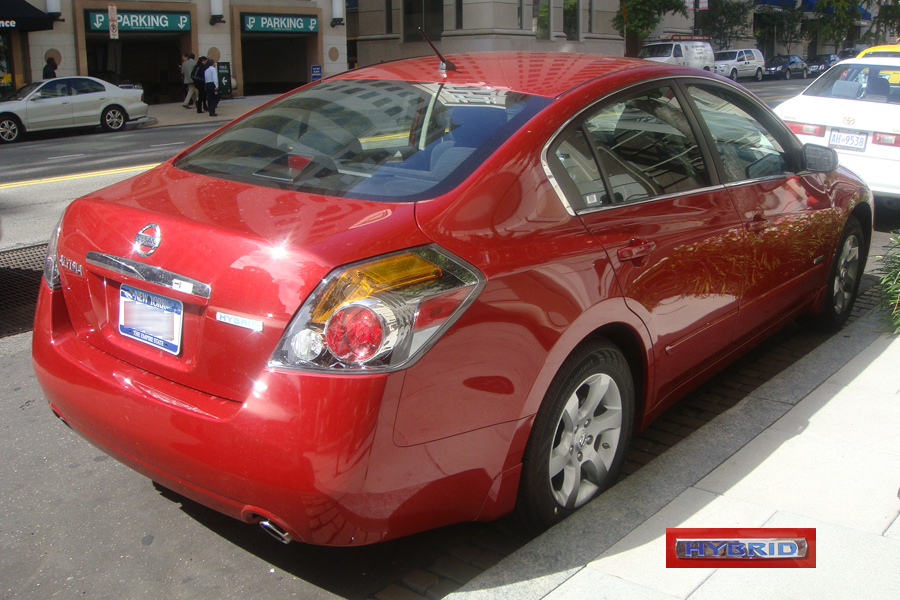
Nissan Altima a Hybrid.
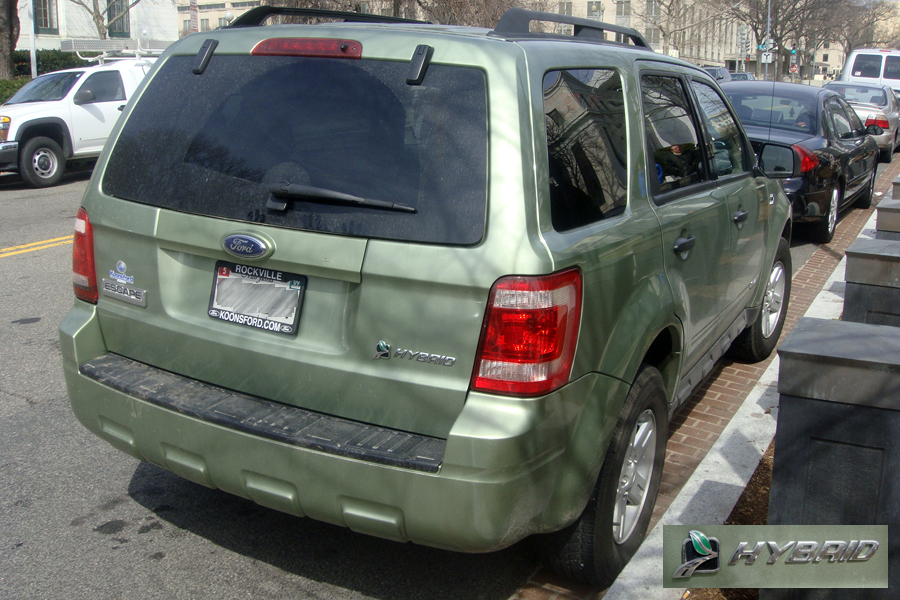
Ford Escape Hybrid.

## Consum de combustible i impacte ambiental
| Vehicle                            | Any model | Economia de combustible a ciutat segons Environmental Protection Agency (Milles per galó) | Economia de combustible a la carretera segons Environmental Protection Agency (Milles per galó) | Cost anual de combustible (1) (USD) | Petjada de carboni (Ton/any de CO 2 ) | Qualificació de contaminació de l'aire de l'EPA (2) |
| ---------------------------------- | --------- | ----------------------------------------------------------------------------------------- | ----------------------------------------------------------------------------------------------- | ----------------------------------- | ------------------------------------- | --------------------------------------------------- |
| Toyota Prius 3a generació          | 2010      | 51                                                                                        | 48                                                                                              | $ 732                               | 7/3                                   | N/A                                                 |
| Toyota Prius 2a generació          | 2009      | 48                                                                                        | 45                                                                                              | $ 794                               | 4.0                                   | 8                                                   |
| Ford Fusion Hybrid                 | 2010      | 41                                                                                        | 36                                                                                              | $ 937                               | 7/4                                   | N/A                                                 |
| Honda Civic Hybrid                 | 2009      | 40                                                                                        | 45                                                                                              | $ 871                               | 4/4                                   | 9                                                   |
| Honda Insight                      | 2010      | 40                                                                                        | 43                                                                                              | $ 893                               | 04/05                                 | N/A                                                 |
| Nissan Altima Hybrid               | 2009      | 35                                                                                        | 33                                                                                              | $ 1.076                             | 04/05                                 | N/A                                                 |
| Ford Escape Hybrid (3) 2WD         | 2009      | 34                                                                                        | 31                                                                                              | $ 1.146                             | 07/05                                 | 8                                                   |
| Toyota Camry Hybrid                | 2009      | 33                                                                                        | 34                                                                                              | $ 1,076                             | 4/5                                   | 8                                                   |
| Saturn Vue Hybrid                  | 2009      | 27                                                                                        | 30                                                                                              | $ 1,307                             | 06/06                                 | N/A                                                 |
| Toyota Highlander Hybrid           | 2009      | 27                                                                                        | 25                                                                                              | $ 1,409                             | 07/01                                 | 8                                                   |
| Chevrolet Malibu Hybrid            | 2009      | 26                                                                                        | 34                                                                                              | $ 1,263                             | 6/3                                   | 6                                                   |
| Lexus GS Hybrid 450h               | 2009      | 22                                                                                        | 25                                                                                              | $ 1,736                             | 8.0                                   | N/A                                                 |
| Chevrolet Silverado Hybrid (4) 2WD | 2009      | 21                                                                                        | 22                                                                                              | $ 1,742                             | 7/8                                   | 6                                                   |
| Dodge Durango HEV                  | 2009      | 20                                                                                        | 22                                                                                              | $ 1,742                             | 07/08                                 | N/A                                                 |
| Cadillac Escalade Hybrid 2WD       | 2009      | 20                                                                                        | 21                                                                                              | $ 1,830                             | 02/09                                 | 6                                                   |
| Chevrolet Tahoe Hybrid 4WD         | 2009      | 20                                                                                        | 20                                                                                              | $ 1,830                             | 2/9                                   | 6                                                   |

## Incentius
El Pla Integral d'Automoció compost pel Pla de Competitivitat, dotat amb 800 milions d'euros, el Pla VIVE II i l'aposta pel vehicle híbrid elèctric, amb l'objectiu que en 2014 circulin per les carretes espanyoles un milió de cotxes elèctrics. Per a això, es proposa posar en marxa un programa pilot anomenat Projecte Movele, consistent en la introducció el 2009 i 2010, i dins d'entorns urbans, de 2.000 vehicles elèctrics que substitueixin cotxes de gasolina i gasoil.
Així mateix, el Projecte Electrobús finança l'adquisició d'autobusos híbrids. Existeix un model híbrid endollable fabricat a Espanya denominat Castrosua Tempus, finançat per aquest.

## Dades gener 2020
Les vendes de vehicles elèctrics es van disparar al gener un 126,3% a Espanya, en un mercat que després de quatre mesos consecutius de millora va tornar a inclinar-se a la baixa amb un descens del 7,6%(amb 86.443 unitats). Les organitzacions del sector van atribuir la reculada de gener al continuat enfonsament de les vendes a particulars (-14% al gener). Les vendes a empreses són les úniques en positiu (+4,5%), encara que amb un volum insuficient com per a compensar el mal comportament del consum de les famílies.Tampoc ha ajudat en aquest mes el canal d'arrendadors, que ha sofert una reculada del 12%.
Les vendes d'elèctrics s'han vist impulsades per l'ofensiva comercial llançada per les marques davant l'entrada en vigor de les noves limitacions de les emissions de CO₂.
Aranxa García, responsable en funcions d'Anfac, va dir que durant aquests anys posarien més de 70 models electrificats i alternatius amb una previsió de creixement de més de 200 fins a 2025. Aposta per una electromobilitat que permeti augmentar en un 1,8% la quota de mercat i aconseguir els 2,5 milions de turismes en 2030. Al gener es van vendre 1822 elèctrics, que representa un 1,8% del total del mercat.